# Norio Suzuki
Norio Suzuki (jap. 鈴木 規郎, Suzuki Norio; * 14. Februar 1984 in Chiba) ist ein ehemaliger japanischer Fußballspieler.

## Karriere

### Verein
Er begann seine Karriere bei FC Tokyo, wo er von 2002 bis 2007 spielte. Er trug 2004 zum Gewinn der J. League Cup bei. 2008 folgte dann der Wechsel zu Vissel Kobe. Danach spielte er bei SCO Angers, Omiya Ardija, Vegalta Sendai und Global Cebu. 2015 beendete er seine Spielerkarriere.

### Nationalmannschaft
Mit der japanischen Nationalmannschaft qualifizierte er sich für die Junioren-Fußballweltmeisterschaft 2003.

## Errungene Titel
- J. League Cup: 2004